# Levadne, Huleaipole
Levadne (în ucraineană Левадне) este un sat în comuna Prîiutne din raionul Huleaipole, regiunea Zaporijjea, Ucraina.

## Demografie
Componența lingvistică a localității Levadne
     Ucraineană (100%)
Conform recensământului din 2001, toată populația localității Levadne era vorbitoare de ucraineană (100%).